# Вальтер Брак
Вальтер Брак (нім. Walter Brack, 20 листопада 1880, Берлін — 19 липня 1919, там же) — німецький плавець.
Олімпійський чемпіон 1904 року.

## Життєпис
На Олімпійських іграх 1904 року в Сент-Луїсі Вальтер Брак, виборов золоту медаль на дистанції 100 ярдів на спині з часом 1:16.8, випередивши своїх товаришей по команді Георга Гофманна та Георга Захаріаса. Брак став першим олімпійським чемпіоном на цій дистанції, оскільки у 1896 році плавання на спині не проводилося, а в 1900 році був заплив лише на 200 метрів на спині.
Брак використовував підводний стиль підйому руками та ногами, подібний до сучасного елементарного плавання на спині. Брак також змагався на дистанції 440 метрів брасом і виборов срібну медаль, поступившись своєму товаришу по команді Георгу Захаріасу, який фінішував з часом 7:23.6, та випередивши американця та Джема Генді зі Сполучених Штатів, який посів третє місце і пізніше став останнім живим призером Олімпійських ігор 1904 року. Заплив складався з чотирьох кіл на дистанції 100 ярдів (100,58 м), і Брак фінішував на п'ять метрів позаду переможця.
Оскільки плавання на спині проводилося як перевернутий брас з відновленням рук під водою, хороший плавець на спині зазвичай був хорошим плавцем брасом, і навпаки.
У 1903 та 1904 роках Брак був чемпіоном Німеччини на дистанції 100 метрів на спині. Виступав за клуб «Charlottenburger SV» з Берліна.

## Визнання
У 1997 році його було введено до Міжнародної зали слави плавання.